# Dirck van Delen
Dirck van Delen eller Dirck Christiaensz van Delen (ca. 1605, Heusden – 16. maj 1671, Arnemuiden) var en hollandsk maler, der var specialiseret i arkitekturmaleri, særligt med paladser med perspektiv og kirkeinteriør.

## Kendteste værker
- Samtale udenfor et slot, 1636 Statens Museum for Kunst, Kbh.
- "En familie ved graven af prins William I."